# أدريان روس
أدريان روس (بالإنجليزية: Adrian Ross)‏ هو لاعب كرة قدم أمريكية أمريكي، ولد في 19 فبراير 1975 في سانتا كلارا في الولايات المتحدة.

## أنظر أيضا
- أدريان روبنسون
- أدريان روبنسون (لاعب كرة قدم أمريكية)
- أدريان غريدي
- أدريان فورد
- أدريان فيليبس

## وصلات خارجية
- أدريان روس على موقع مرجع كرة القدم المحترفة.كوم (الإنجليزية)